# Liste des lacs au Rwanda
La Liste des lacs au Rwanda répertorie la liste non exhaustive des lacs sur le territoire rwandais

## Lacs notoires et catégories de lacs présents dans le pays
Il existe plus de 20 lacs au Rwanda, les lacs Bulera avec une superficie de 52,8 km² et Lohondo avec une superficie de 26,1 km² sont les plus profonds et se trouvent en altitude ,.